# Champ-sur-Layon
Champ-sur-Layon ist eine Ortschaft und eine Commune déléguée in der französischen Gemeinde Bellevigne-en-Layon mit 936 Einwohnern (Stand 1. Januar 2022) im Département Maine-et-Loire in der Region Pays de la Loire. Die Einwohner werden Champenais genannt.
Mit Wirkung vom 1. Januar 2016 wurden die Gemeinden Champ-sur-Layon, Faveraye-Mâchelles, Faye-d’Anjou, Rablay-sur-Layon und Thouarcé zu einer Commune nouvelle mit dem Namen Bellevigne-en-Layon zusammengelegt. Die Gemeinde Champ-sur-Layon gehörte zum Arrondissement Angers. 

## Geographie
Champ-sur-Layon liegt etwa 22 Kilometer südlich von Angers im Weinbaugebiet Coteaux-du-Layon.

## Bevölkerungsentwicklung
| Jahr                       | 1962 | 1968 | 1975 | 1982 | 1990 | 1999 | 2006 | 2012 |
| Einwohner                  | 901  | 860  | 779  | 745  | 785  | 803  | 931  | 969  |
| Quellen: Cassini und INSEE |      |      |      |      |      |      |      |      |

## Sehenswürdigkeiten

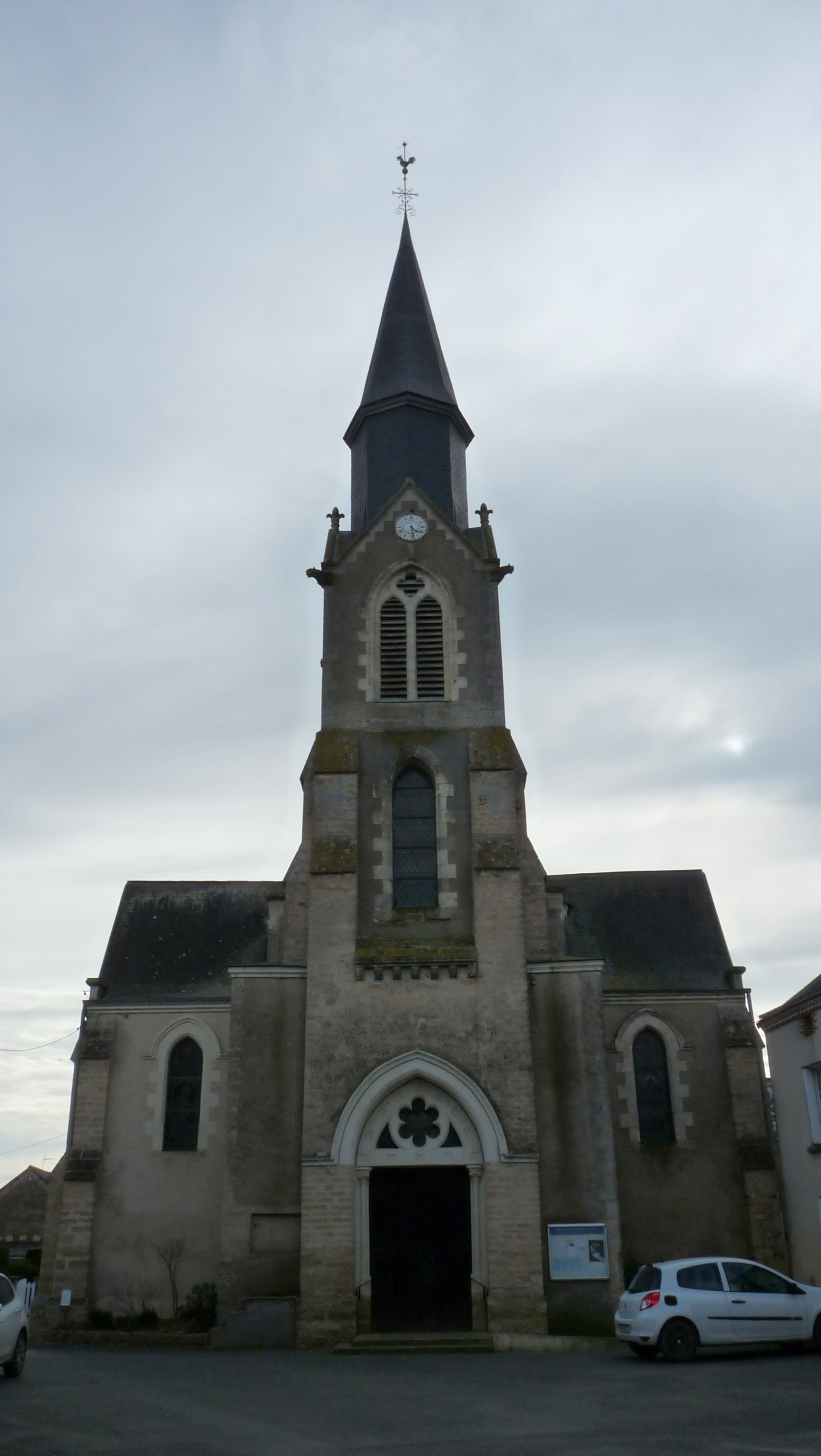
Kirche Notre-Dame
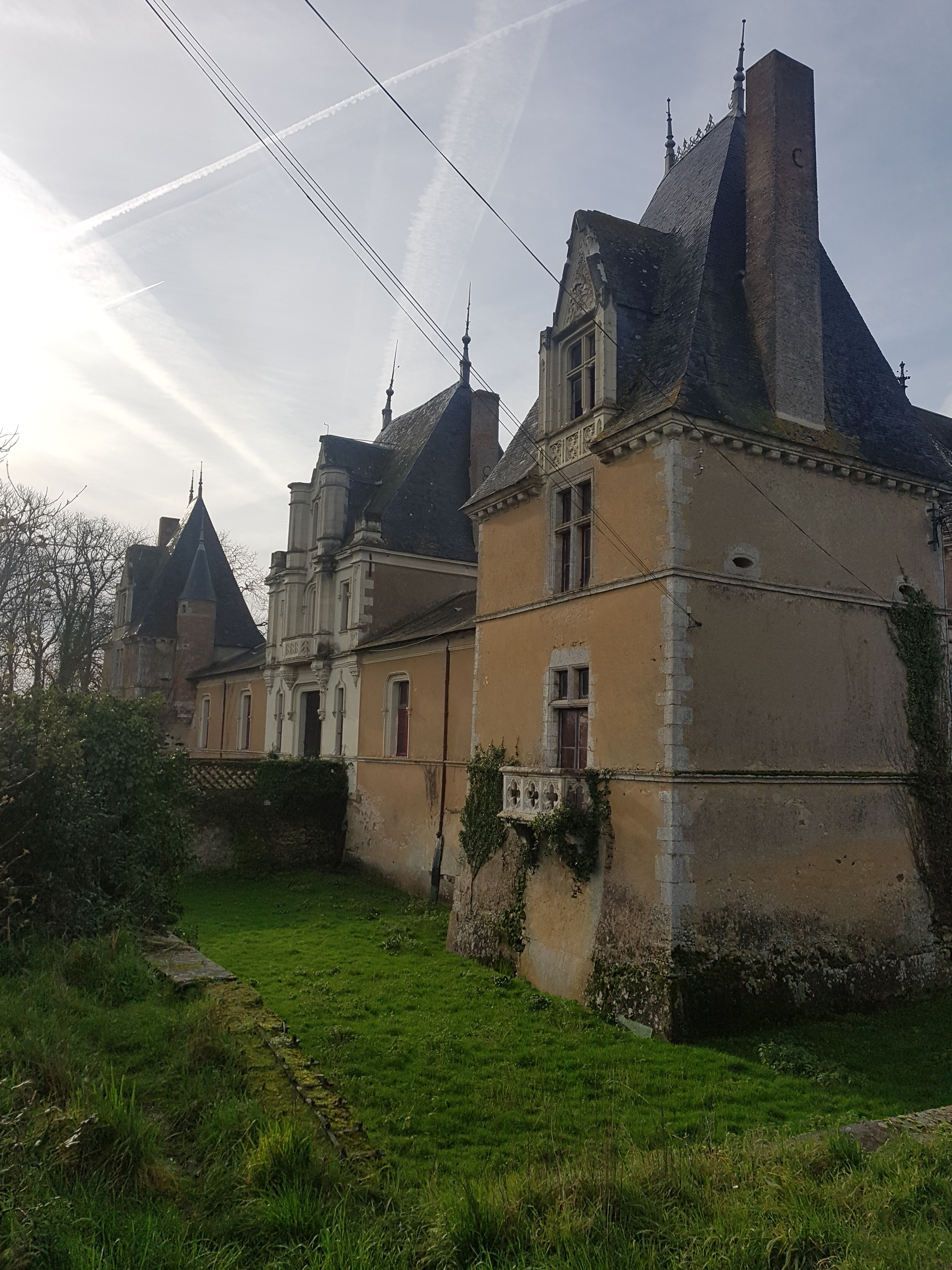
Schloss Le Pineau

- Kirche Notre-Dame
- Schloss Le Pineau

## Persönlichkeiten
- Joseph Gelineau (1920–2008), Jesuit und Komponist